# Diga di Kovalı
La diga di Kovalı è una diga della Turchia. Si trova nella provincia di Kayseri.